# 日産・リヴィナジェニス
リヴィナジェニス（LIVINA GENISS ）は日産自動車が製造・販売していた日本国外向け3列シート7人乗りの小型ミニバンである。

## 概要
日産の世界戦略車種として位置づけられる。まず2006年11月に中国大陸市場に投入された（中国名：駿逸）。2007年4月にはインドネシアにも「グランドリヴィナ」の名称で投入され、以降台湾やベトナムなどで発売されている。
プラットフォームはノートなどと共通のBプラットフォームが採用された。エンジンは直列4気筒 1.5L HR15DE型、同1.6L HR16DE型および同1.8L MR18DE型を搭載し、トランスミッションは4速ATに加え、1.5L車および1.6L車には5速MTが、1.8L車には6速MTが用意される。当初は東風汽車有限公司の中国花都工場のみで製造され、以降インドネシア日産チカンペック工場、台湾裕隆日産汽車三義工場でも製造が開始された。2010年からはベトナムモーターズコーポレーションでも委託生産された。

## 年表
- 2006年
  - 7月 - 広州国際モーターショーで初公開。
  - 11月 - 北京国際モーターショー（オートチャイナ）に出展し中国大陸で販売開始。
- 2007年
  - 4月 - インドネシアで「グランドリヴィナ」販売開始。
  - 10月 - 台湾、南アフリカに投入。
  - 12月 - マレーシアで販売開始。
- 2010年4月6日 - ベトナムで「グランドリヴィナ」が販売開始。
- 2013年5月 - インドネシアで「オール ニュ グランドリヴィナ」
- 2019年2月 - 実質的後継車種となる2代目リヴィナの登場により廃止。